# FleshEater
FleshEater est un film américain réalisé par S. William Hinzman, sorti en 1988.

## Synopsis
Une soirée d'Halloween organisée dans une forêt lugubre par un groupe d'étudiants va devenir le théâtre d'une série de meurtres particulièrement brutaux. Ignorant la légende sanglante qui plane sur ces lieux, les fêtards vont devenir les infortunées victimes d'une horde de morts-vivants bien décidés à profiter de cette livraison inopinée de chair humaine. Un petit groupe de survivants parvient à se barricader dans une vieille maison espérant ainsi échapper aux mâchoires acérées de leurs assaillants qui les traquent sans relâche. Lorsque la bâtisse est assiégée par les zombies, le petit groupe n'a plus d'autre choix que d'affronter les monstres sanguinaires. L'horreur bat alors son plein dans un déluge tourbillonnant de chairs putréfiées, de cadavres horriblement mutilés et de meurtres sanglants.

## Fiche technique
- Titre : FleshEater
- Réalisation : S. William Hinzman
- Scénario : S. William Hinzman et Bill Randolph
- Production : David Gordon, S. William Hinzman et Simon Manses
- Budget : 60 000 dollars (44 000 euros)
- Musique : Erica Portnoy
- Photographie : Simon Manses
- Montage : S. William Hinzman et Paul McCollough
- Pays d'origine : États-Unis
- Format : Couleurs - 1,33:1 - Mono - 16 mm
- Genre : Horreur
- Durée : 88 minutes
- Date de sortie : octobre 1988 (sortie vidéo États-Unis)

## Distribution
- S. William Hinzman : Flesheater
- John Mowod : Bob
- Leslie Ann Wick : Sally
- Kevin Kindlin : Ralph
- Charis Kirkpatrik Acuff : Lisa
- James J. Rutan : Eddie
- Lisa Smith : Kim
- Denise Morrone : Carrie
- Mark Strycula : Bill
- Kathleen Marie Rupnik : Julie
- Matthew C. Danilko : Tony
- David A. Sodergren : Dave, le fermier
- Tom Madden : le conducteur du tracteur
- David Ashby : Harv

## Autour du film
- Le tournage s'est déroulé à Beaver Falls, Coraopolis, Edgeworth et Pittsburgh.
- Le titre fait référence à Night of the Flesheaters, l'un des titres alternatifs du film La Nuit des morts-vivants (1968), dans lequel le réalisateur tenait le rôle d'un zombi dans un cimetière.

## Bande originale
- Do You Want to Dance, interprété par Hedgg
- Starting Over, interprété par Hedgg
- Working for the Weekend, interprété par Hedgg
- Come to Me, interprété par Paul McCollough